# Johann Christoph Bach I
Pour les articles homonymes, voir Johann Christoph Bach, Johann Bach (homonymie) et Bach (homonymie).
Johann Christoph Bach (né à Arnstadt, le 6 décembre 1642 - mort à Eisenach, le 31 mars 1703) est un compositeur et organiste allemand de la période baroque. Fils de Heinrich Bach, le grand-oncle de Jean-Sébastien Bach, et d'Eva Hoffmann, il est donc le cousin germain du père de Johann Sebastian. Il est également l'oncle de Maria Barbara Bach, la première épouse et cousine issue de germain de Johann Sebastian Bach.

## Biographie
Organiste à l'église Saint-Georges à Eisenach à partir de décembre 1665, il est, selon Carl Philipp Emmanuel Bach, le meilleur compositeur des générations précédant Jean-Sébastien. Son frère, Johann Michael Bach I (le beau-père de Jean-Sébastien Bach et le père de Maria Barbara) et son premier fils, Johann Nikolaus Bach, sont également compositeurs.
Le 26 novembre 1667, à Eisenach, il épouse Maria Elisabetha Wedemann, sœur de la femme de son frère Johann Michael. Ils ont 8 enfants.
Malgré une carrière brillante, il est, jusqu'à la fin de sa vie, en proie à de sérieuses difficultés financières, ce qui expliquerait qu'il ne soit pas désigné comme tuteur  du jeune Johann Sebastian à la mort de ses parents. Plusieurs conflits l'opposent, en effet, à la municipalité d'Eisenach, à propos de son salaire, temps de travail, et avantages divers (logement gratuit, paiement des « extras » tels que baptêmes, mariages ou enterrements). Il est également l'investigateur de la restauration de l'orgue de l'église Saint-Georges.

## Œuvres
On lui doit 75 motets (mais onze seulement de transmis), six cantates vocales, et une quarantaine de concertos pour orgue.
Sa cantate la plus célèbre, Es erhub sich ein Streit un Himmel, à 22 voix, sera plus tard dirigée à Leipzig par Jean-Sébastien qui s'en inspirera pour ses cantates BWV 19 et BWV 50 de la Saint Michel.
Jusqu'à récemment, quelques-unes de ses œuvres furent incorrectement attribuées à Johann Sebastian Bach, notamment la cantate Meine Freundin, du bist schön (Tota pulchra es amica mea  (« Tu es parfaitement belle, mon amie »), sur un texte de Johann Ambrosius Bach, tiré du Cantique des Cantiques de Salomon.
En 1949, le musicologue Martin Fischer publie (chez Bärenreiter) un recueil de « 44 Choräle zum Präambulieren » (44 Préludes de chorals) pour orgue d’après deux copies manuscrites conservées à la bibliothèque de la Hochschule für Musik de Berlin. Titre original : « Choräle welche bey währendem Gottesdienst zum Präambulieren gebraucht werden können, gesetzet und herausgegeben von Johann Christoph Bach, Organist in Eisenach ».